# جبل أركنو
جبل أركنو هو جبل يبلغ ارتفاعه 1435 متر (4708 قدم)، (حوالي 500 متر أعلى من هضبة الجلف الكبير المجاورة) ويقع في وادي وواحة تقع في الصحراء الليبية في منطقة الكفرة في ليبيا، يبعد 300 على بعد كم من بلدة التاج جنوب شرق البلاد. وعلى بعد نحو 70 كيلومترا إلى الغرب من فوهات أركنو.
كان جبل أركنو معروفا منذ العام 1892 من خلال المصادر العربية. ويتكون الجبل من (استرساب جرانيتي). فيما يبلغ طول الوادي 15 كم. The vegetation consists of bushes, grass and some trees. ويتكون الغطاء النباتي بالمنطقة من الشجيرات والحشائش وبعض الأشجار.
تستخدم المنطقة في رعي الماشية من قبل البدو، وذلك بجلب قطعانهم إلى الوادي، وتركها هناك.

## وصلات خارجية
- Jabal Arkanu
- Jabal Arkanu on Peakbagger